# Metalectra
Metalectra är ett släkte av fjärilar. Metalectra ingår i familjen nattflyn.

## Dottertaxa tillMetalectra, i alfabetisk ordning[1]
- Metalectra agathia
- Metalectra aglaia
- Metalectra agriodes
- Metalectra albifasciata
- Metalectra albilinea
- Metalectra alcis
- Metalectra analis
- Metalectra argina
- Metalectra bigallis
- Metalectra carneomacula
- Metalectra castrensis
- Metalectra ceyx
- Metalectra charopus
- Metalectra chlorotherma
- Metalectra cinctus
- Metalectra contactoides
- Metalectra contracta
- Metalectra corcyra
- Metalectra croceipalpis
- Metalectra cryptogramma
- Metalectra diabolica
- Metalectra didyma
- Metalectra diffusa
- Metalectra discalis
- Metalectra diversata
- Metalectra dotata
- Metalectra ecchlora
- Metalectra edilis
- Metalectra elongata
- Metalectra fidelia
- Metalectra fimbripes
- Metalectra furva
- Metalectra geminicincta
- Metalectra incivilis
- Metalectra indecidens
- Metalectra irentis
- Metalectra lappa
- Metalectra leucostrigilla
- Metalectra lithostis
- Metalectra lotis
- Metalectra marginata
- Metalectra mesoscia
- Metalectra miserulata
- Metalectra mochtheros
- Metalectra monodia
- Metalectra monopais
- Metalectra multusta
- Metalectra nigellus
- Metalectra nireus
- Metalectra novitata
- Metalectra ochrosema
- Metalectra pamela
- Metalectra pandama
- Metalectra paralappa
- Metalectra parviquadrata
- Metalectra paupera
- Metalectra pexiceras
- Metalectra picta
- Metalectra piperata
- Metalectra praecisalis
- Metalectra punctilinea
- Metalectra quadrisignata
- Metalectra richardsi
- Metalectra roseitincta
- Metalectra safina
- Metalectra schizospila
- Metalectra scoria
- Metalectra tactus
- Metalectra tanamensis
- Metalectra tantillus
- Metalectra temperata
- Metalectra tristigma
- Metalectra verrucata
- Metalectra violascens
- Metalectra viridescens
- Metalectra viridis
- Metalectra vividifer
- Metalectra ypsilon
- Metalectra zonata